# 48e division d'infanterie (Allemagne)
Pour les articles homonymes, voir 48e division d'infanterie.
La 48e division d'infanterie, ou 48. Infanterie-Division est une des divisions d'infanterie de la Wehrmacht durant la Seconde Guerre mondiale.

## Historique
La 48. Infanterie-Division est formée le 1er février 1944 près d'Ostende en Belgique. Elle y est stationnée pour contrer un éventuel débarquement dans la région. Malgré l’avance alliée en Normandie, la division reste en Belgique dans l’éventualité d’un second débarquement. Au début du mois d’août, il devient urgent d’envoyer du renfort en France. Cette division est alors envoyée en région parisienne, où elle installe une ligne de défense avec des groupes de combats de la 9. Panzer-Division et de la 338e Division d’infanterie. Elle arrive alors que le soulèvement de Paris débute et détache alors plusieurs groupes de combat pour sécuriser les ponts sur la Seine. 
Incapables de résister, ordre est donné d’évacuer la France au profit de positions plus aisées à défendre. La 48. Division d’infanterie arrive en septembre à Wasserbillig au Luxembourg. L’objectif est de protéger l’embouchure de la Sarre et de la Moselle. Les combats sont rudes et extrêmement meurtriers. En effet, même si la division parvient à considérablement retarder l’avance alliée, ses pertes sont si grandes qu’elle doit être retirée du front un mois plus tard, à là mi-novembre. Devant l’impossibilité de reconstituer convenablement l’unité en raison d’un manque d’hommes et de matériel, l’état major ordonne sa dissolution quelques jours plus tard. Les 17 et 18 novembre, ses effectifs présents sur le front sont incorporés dans les 559. et 36. VGD, qui étaient elles aussi en mauvaise posture en raison d’un manque d’effectif. 
Restent alors l’état major divisionnaire et les troupes de ravitaillement. Utilisés pour des tâches de logistique derrière le front, ils sont transférés en décembre 1944 en Slovaquie. L’année 1945 est alors déjà bien entamée et l’Allemagne manque désespérément d’hommes. C’est pourquoi lors de la fin de la guerre, une bonne partie de ce qui reste de l’unité est présente pour aider à la défense de Vienne, malgré sa présence théorique à l’arrière du front.

## Composition
- Grenadier-Regiment 126
- Grenadier-Regiment 127
- Grenadier-Regiment 128
- Füsilier-Bataillon 148
- Feldersatz-Bataillon 148
- Artillerie-Regiment 148
- Panzerjäger-Abteilung 148
- Infanterie-Divisions-Nachrichten-Abteilung 148

## Théâtres d'opérations
- 1 février à août 1944 : Réserve sur le littoral belge.
- 19 au 25 août 1944 : Libération de Paris.
- 1 septembre au 17 novembre 1944 : Campagne de Lorraine.

## Sources
- Georg Tessin: Verbände und Truppen der deutschen Wehrmacht und Waffen SS im Zweiten Weltkrieg 1939–1945, vol.5: Die Landstreitkräfte. Nr. 31–70. 2. Auflage, Osnabrück, 1977.
- Lexikon der Wehrmacht - 48. Infanterie-Division.
- Lexikon der Wehrmacht - 36. VGD.
- Lexikon der Wehrmacht - 559. VGD.